# Claus Manicus
Claus Manicus (12. september 1795 Gammelbyskov, Sørup Sogn, Angel – 14. september 1877 København) var læge, redaktør og gjorde en stor indsats for danskheden i Sønderjylland.

## Historie
Manicus blev født i den lille landsby Gammelbyskov ved Sørup i Angel. Han voksede op i et dansktalende hjem. Skolesproget var på daværende tidspunkt dog tysk, selvom der efter skoleloven fra 1791 skulle mindst undervises fire timer ugentlig i dansk. Senere kom Manicus på lærdeskolen i Flensborg, hvor han tog studentereksamen i 1815. Han læste videre i København, hvor han bestod eksamen ved kirurgisk Akademi i 1818. Efter et par år som læge på Færøerne, blev i 1829 udnævnt til regimentskirurg i det Slevigske Jægerkorps i Egernførde. Fra 1832 og frem til 1851 virkede han som læge på Kristians Plejehus (en forsørgelseshus for gamle danske soldater og deres enker og børn i Egernførde), hvor han blev udnævnt til overlæge i 1842.
Manicus var journalistisk begavet og derfor forsøgte Christian Flor at overtale ham, til at blive redaktør på avisen Dannevirke, men det ville han ikke. Han blev dog tilknyttet avisen som medarbejder og lavede et stort stykke arbejde, for at modvirke den slesvigholstenske indflydelse i Hertugdømmet Slesvig.
Under pseudonymet C. Hinrichsen udgav Manicus i 1847 Kort Oversigt over de separatistiske, saakaldte slevigske-holstenske Partibevægelser i den danske Stat.. Allerede i maj 1843 var han med som taler på det første store sønderjyske folkemøde på Skamlingsbanken. Hans navn er indmejslet i kvaderstensøjlen med talernes navne, som blev rejst i 1863. I 1845 udnævntes Manicus til Ridder af Dannebrog. Tre år senere oplevede han den 1. slesvigske krig som læge på lazarettet i Egernførde. Også Slaget i Egernførde Fjord oplevede han i byen .
I 1851 flyttede han til Flensborg for at overtage redaktørstillingen i den tyskskrevne, men dansksindede avis Flensburger Zeitung, hvor hans kamplystne natur udmundede i stærkt forsvar af det danske styre, der var belastet af de slesvigholstenske ideer under stridighederne om Slesvig-Holsten.
Efter tabet af Slesvig drog Manicus til København, hvor han virkede som professor på Københavns Universitet. Han boede i København sammen med sin kone og fire børn til sin død.
Han var en af de sydslesvigere, der deltog aktivt på den dansk-slesvigske side under den dansk-tyske nationalitetskonflikt mellem 1830 og 1864. Han er far til den danske redaktør Theodor Emil Manicus, der fødtes i 1823 i Thorshavn.